# Elecciones generales de Aruba de 1979
Elecciones generales tuvieron lugar en Aruba en 1979. Fueron las octavas elecciones para el Consejo de la Isla.

## Resultados
| Partido                      | Votos | %     | Escaños | +/–   |
| ---------------------------- | ----- | ----- | ------- | ----- |
| Movimiento Electoral Popular | 18551 | 56,60 | 12      | –1    |
| Partido del Pueblo Arubano   | 6063  | 18,50 | 4       | +3    |
| Partido Patriótico Arubano   | 4867  | 14,85 | 3       | –4    |
| RUBRA                        | 3181  | 9,71  | 2       | Nuevo |
| Fuente: Historia di Aruba    |       |       |         |       |